# Heinrich Trull
Heinrich Trull (* 1924 in Lerbach; † 1996) ist ein ehemaliger deutscher Marineoffizier und Pädagoge.

## Leben
Heinrich Trull war das zweite Kind einer alteingesessenen Lerbacher Familie. Das Gymnasium durfte er als Freischüler besuchen. Ende 1941, noch vor dem Abitur, begann er seine militärische Ausbildung bei der Marine. Nach der Grundausbildung auf dem Dänholm besuchte er die Marineschule Mürwik in Flensburg-Mürwik und wurde nach weiteren Lehrgängen am 7. Februar 1945 Leutnant Ingenieur und Offizier auf der U 4706. Nach kurzer Kriegsgefangenschaft kehrte er Ende 1945 nach Deutschland zurück.
Nach dem Krieg war er in der DDR als Pädagoge (Dozent für Deutsche Sprache an der ABF und später in der Erwachsenenbildung) tätig und wurde 1971 an der Friedrich-Schiller-Universität Jena promoviert. Er veröffentlichte einige Werke zum Deutsch- und Fremdsprachunterricht.
2007 erschienen seine Tagebücher als U-Boot-Offizier.

## Werke
- 1959:	Gedanken zum künftigen Deutschunterricht in der Berufsausbildung – erweiterte Zielsetzung und neue Wege
- 1959: mit Günter Wicham: Ausgewählte englische Konversationstexte und Geschäftsbriefe für den Englischunterricht in kaufmännischen Berufsschulen der Deutschen Demokratischen Republik. Deutsches Institut für Berufsausbildung
- 1959: Kommerčeskaja korrespondencija : Ausgewählte Geschäftsbriefe f.d. Russischunterricht in kaufmänn. Berufsschulen d. Dt. Demokratischen Republik (Leitung); 2. Auflage 1961
- 1961: mit Wilhelm Johannes Jakobik: Vierzehn berufsbezogene Lektionen für den Englischunterricht der kaufmännischen Berufsausbildung in der Deutschen Demokratischen Republik
- 1962: mit Wilhelm Johannes Jakobik: Englisch für kaufmännische Berufsschulen (14 berufsbezogene Lektionen).
- 1962: Lehrerbeiheft zu dem Lehrbuch Englisch für kaufmännische Berufsschulen. (Endbearbeitung)
- 1962: Russischlektion für Berufe des Schiffsbaues. (Endbearbeitung)
- 1963: Ausbildungsunterlagen für die sozialistische Berufsausbildung. Lehrpläne für Abgänger der 10. Klasse der Oberschule. (Endbearbeitung)
- 1969: Beiträge zum Deutschunterricht in der Berufsausbildung mit Oberschulabschluss (Leitung)
- 1971: Die schriftliche Abgabe sprachlicher Informationen. Vorwort in: Sprachkommunikation. Lehrbuch. 4. neubearb. Aufl. Berlin: Die Wirtschaft 1971. S. 11–12
- 1971: Untersuchungen zur Leistungsstruktur und zur Leistungsentwicklung im Bereich der muttersprachlichen Bildung und Erziehung während des zum Oberschulabschluss führenden Deutschunterrichts in der Berufsausbildung von Abgängern der Klasse 8: ein Beitr. zur Entwicklung e. neuen Bewertungssystems f. Aufsätze
- 1973: mit Fritz Neigenfind: Wissenschaftlichkeit, Parteilichkeit und Lebensverbundenheit des Unterrichts und zweckmäßige Nutzung von Unterrichtsmitteln Aus den Erfahrungen der Besten
- 1980: mit Joachim Obst: Empfehlungen für die Zusammenarbeit der APW der DDR mit dem Basiskreis Merseburg bei empirischen Untersuchungen im Zeitraum 1981 bis 1985. Berlin APW, IU
- 2007: Bollo auf 4706. Logbuch des L.I. Heinrich Trull 1941 - 1945. Edition Lithaus, ISBN 3-939305-35-9, posthum durch seine Tochter Inge Ursula Kasan, geb. Trull veröffentlicht[3]